# El Sauzal
El Sauzal – gmina w Hiszpanii, w prowincji Santa Cruz de Tenerife, we wspólnocie autonomicznej Wysp Kanaryjskich, o powierzchni 18,31 km². W 2011 roku gmina liczyła 9037 mieszkańców.